# Nueva Tierra
Nueva Tierra (New Earth) es el primer episodio de la segunda temporada moderna de la serie británica de ciencia ficción Doctor Who, emitido originalmente el 15 de abril de 2006. Es una secuela del episodio El fin del mundo (2005) y en él regresa la villana Lady Cassandra que se creía destruida allí, así como el Rostro de Boe. También se muestra el primer viaje del Décimo Doctor junto a Rose Tyler, que además es el primer viaje de la serie moderna fuera de la Tierra o sus inmediaciones.

## Argumento
El Doctor (David Tennant) lleva a Rose (Billie Piper) más lejos de lo que nunca han ido hasta entonces, al año cinco mil millones veintitrés, en la galaxia M87. Tras la destrucción de la Tierra (vista en El fin del mundo) la humanidad se asentó en un planeta al que llamaron "Nueva Tierra". Alguien ha llamado al Doctor a la planta 26 en un hospital de Nueva Nueva York a través de su papel psíquico. Allí, conoce a varias monjas humanoides felinas llamadas las Hermanas de la Plenitud, que son las encargadas de cuidar de los pacientes. Estos llaman la atención del Doctor porque todos tienen enfermedades que son incurables en esa época, pero de alguna forma las hermanas les están curando. El Doctor entonces reconoce al Rostro de Boe (Struan Rodger), que fue quien envió el mensaje que el Doctor recibió. Mientras tanto, Rose se ha separado del Doctor y la han llevado al sótano, donde un humanoide llamado Chip (Sean Gallagher) la escolta hasta Lady Cassandra (Zoe Wanamaker). Chip ha estado usando la maquinaria del hospital para cuidar de Cassandra, pero ella sospecha de los métodos que usa el hospital y necesita la ayuda de Rose para investigar. Cassandra la engaña para que entre en un psicógrafo, una máquina que le permite implantar su mente en el cuerpo de Rose. Examinando su nueva apariencia, a Cassandra le repugna al principio el cuerpo de Rose, pero finalmente decide que es lo suficientemente atractiva. Logra acceder a los pensamientos del Doctor y descubre que el Doctor está allí con una nueva apariencia.

### Continuidad
Cassandra usa el término de la jerga británica "chav", aunque no puede imitar el acento de Rose correctamente, sino que intenta utilizar la jerga cockney que rima. Rose se refiere a Chip como "Gollum".

## Producción
Russell T Davies dijo del episodio: "Le prometí a Billie (Piper) un episodio en el que ella fuera divertida. Así que el episodio uno de la nueva serie está bastante basado en la comedia para Billie".
Las escenas del exterior en Nueva Tierra se grabaron en Worm's Head en la Península de Gower, el 26 de septiembre de 2005. Las escenas del sótano del hospital se grabaron en Tredegar House en Newport. Las escenas del hospital se grabaron dentro del Wales Millenium Centre. Cuando el Doctor pide una tienda y señala dónde podría estar, señala exactamente a la localización de la tienda Portmeirion del propio centro. La escena del club nocturno al que el Doctor y Rose llevan a Cassandra (como Chip) al final se grabó en el restaurante Ba Orient en la bahía de Cardiff. Como esa escena se grabó de día, se cubrió el edificio con telas negras. Las escenas exteriores del ascensor mientras Rose desciende hacia el sótano son material reutilizado de Rose. El rostro y el cuerpo de Cassandra se animaron en postproducción por The Mill.